# 华米星
华米星，是一颗商业航天卫星，于2018年12月7月搭载长征二号丁运载火箭在中国酒泉卫星发射中心发射。该卫星由华米科技与九天微星合作，将用于连接可穿戴设备，提供紧急通讯和救援服务。